# Hypnodendron kerrii
Hypnodendron kerrii là một loài Rêu trong họ Hypnodendraceae. Loài này được (Mitt.) Paris mô tả khoa học đầu tiên năm 1896.